# Albo Helm
Albo Helm (Zürich, 31 augustus 1953 is een Nederlandse, in Zwitserland geboren cartoonist, striptekenaar, illustrator en grafisch ontwerper.

## Biografie
Albo Helm werd geboren in Zwitserland. Tot zijn achttiende reisde hij met zijn familie de wereld over en sindsdien heeft hij moeite met aarden. Desondanks woont hij rond 2018 inmiddels veertig jaar in de stad Utrecht. Toen hij daar begin jaren zeventig journalistiek studeerde ontdekte hij de undergroundstrip en besloot stripmaker te worden. Als tekenaar is hij autodidact.
Sinds 1975 is Helm cartoonist, striptekenaar en incidenteel grafisch vormgever. Een van zijn eerste publicaties stond in 1978 in het stripblad Tante Leny presenteert! en hij publiceerde in de meeste alternatieve stripbladen die Nederland sindsdien gekend heeft. Zijn illustraties, cartoons en soms strips  staan vooral in tijdschriften van belangenorganisaties (cultuur, [vakbond], milieu, migranten, welzijn, ontwikkelingshulp, fietsers, huurders, kritische wetenschappers) en in leermethoden van educatieve uitgeverijen. In de loop der jaren werkte hij ook voor kranten als Trouw, Algemeen Dagblad, Utrechts Nieuwsblad, de Volkskrant en voor Vrij Nederland.

### Engagement
Helm is een geëngageerd tekenaar en dat engagement blijkt ook uit zijn inzet voor de Nederlandse stripwereld. Hij was medeoprichter en van 2000-2004 voorzitter van stripmakerscollectief NuKomix (dat ruim zestig leden had en zich richtte op de promotie van de betere strip) en richtte in 2003 met Niels Bongers en Nico Stolk het Utrechtse stripplatform De Inktpot op, dat publicaties uitgeeft en exposities en uitwisselingen organiseert. Na de veertiende editie werd in 2007 het gelijknamige kwartaalblad stopgezet, maar het platform is nog actief met thema-uitgaven en een uitwisselingsproject in 2010-11 met het Tsjechische Brno, waarmee Utrecht een stedenband heeft.
Daarnaast leverde Helm van 2003-2008 bijdragen aan de charitatieve stichting Teken mijn verhaal, organiseerde hij van 2002-2004 de stripmakerstent op Lowlands, was hij van 2009-2013 secretaris van de Beroepsvereniging Nederlandse Stripmakers, organiseert hij vanaf 2009 de Kunststripbeurs en was hij in 2010 verantwoordelijk voor het weblog en de busreis van zestig stripmakers naar Holanda el placer de dibujar, het Hollandse thema van het FICOMIC-festival in Barcelona.

### Huidige werkzaamheden
Om de eindjes aan elkaar te knopen schrijft Helm af en toe een artikel of werkt hij als grafisch ontwerper (hij was ook medeoprichter van ontwerpbureau Dvada, waar hij vijf jaar werkte). 'Maar tekenen, dat is mijn ding.' Momenteel werkt hij naast diverse webcomics aan een Engelstalige striproman van duizend bladzijden, Time Tic Toc, een thriller in mangastijl over tijdreizen in hedendaags Utrecht waarin hij ook eigen theorieën over tijdreizen verwerkt.
In zijn vrije tijd doet Helm aan duurlopen.

## Prijzen
- 2011 Nominatie Jan Hanlo Media-Essayprijs

## Tentoonstellingen
- 1986 solotentoonstelling Strips + Cartoons Albo Helm in galerie Talon, Utrecht (4-26 april)
- 1995 virtuele galerie op het Springtij Festival in EKKO, Utrecht (6-17 december). Vertoning van de interactieve strips 'Bullet' en 'Travelogue'.
- 2000 groepsexpositie Tante Leny Exposeert Weer in TENT, Rotterdam (8 november-7 december)
- 2003 kunstmanifestatie Kaasschaafcollectief: Er rest ons niets dan beschaving in het voormalige Gerechtsgebouw, Utrecht (14-21 juni)
- 2003 groepsexpositie War on Terror: oorlog in beeld (manifestatie StripSter) in Stadsdeelkantoor Oud-West, Amsterdam (21-25 augustus)
- 2004 groepsexpositie De Inktpot presenteert in Gemeentebibliotheek Utrecht (1 november-13 december)
- 2005 groepsexpositie Oogstfeest, Pers & Prent 2005 in Nieuwspoort, Den Haag (oktober)
- 2006 groepsexpositie Platte Politiek (manifestatie De Inktpot) in Stadhuis Utrecht (9 februari-7 maart)
- 2006 groepsexpositie Festival De 7e Hemel (manifestatie De Inktpot) in Het Utrechts Archief (5 augustus-11 september)
- 2009 groepsexpositie Utrecht gestript (manifestatie De Inktpot) in Provinciehuis Utrecht (1-30 oktober)
- 2007 groepsexpositie Politiek in prent 2006 in Nieuwspoort, de Haagse Centrale Bibliotheek en het Persmuseum, Amsterdam (15 maart-29 april)
- 2008 groepsexpositie Politiek in prent 2007 in Nieuwspoort, de Haagse Centrale Bibliotheek en het Persmuseum, Amsterdam (4 maart-20 april)
- 2008 groepsexpositie Albo Helm 4 Generations in Setagaya Art Museum, Tokio (5-15 mei). Groepstentoonstelling familie Helm.
- 2009 groepsexpositie Vier Generaties Helm in Stadhuis Utrecht (2-24 september). Idem.
- 2009 verkooptentoonstelling Zone 5300 Winter Sale in Studio Hergebruik, Rotterdam (28-29 november)
- 2010 groepsexpositie Intussen ergens anders in Studio Burgwal, Haarlem (5-6 juni)
- 2010-11 groepsexpositie Utrechtská Oranzáda (manifestatie De Inktpot) in BKC galerie, Bakala Hall en Jiri Mahena bibliotheek, Brno, Tsjechië (5 oktober-14 januari)
- 2010-11 groepsexpositie Mooi is dat! in de OBA (13 november 2010-16 januari 2011), Centrale Bibliotheek Groningen (4-22 februari 2011), Centrale Bibliotheek Den Haag (12 juli-12 september 2011) en Centrale Bibliotheek Rotterdam (november-december 2011). Diverse selecties werden geëxposeerd in het Ministerie van OCW (februari-april 2011), op de Dag van de Literatuur in de Rotterdamse Doelen (17 maart 2011), in De Drvkkerij in Middelburg (tijdens de Boekenweek, 17-27 maart 2011) en op de Boekenbeurs van Beijing (augustus 2011)
- 2011 groepsexpositie op het 7e Magyar Képregényfesztivál in Boedapest (30 april)
- 2011 groepsexpositie Sint Maarten Gestript in Stadhuis Utrecht (2 november-1 december)
- 2011 groepsexpositie 15 Jaar Gr'nn. Quo Valies? in Dependance Academie Minerva, Groningen (26 november-16 december)

## Publicaties
- Stripje 24, 25 (strips 'Aanhouding', 'Ouvreuse op straat', 1975)
- U-blad (cartoons, gagseries 'Pampus' en 'Dinges', 1975-99)
- Talent 3, 4, 5, 6 (strips 'Na de katastrofe', 1975, 'Benjamin Croquette', 1980)
- De vrije socialist (cartoons, striprecensies, serie 'De Vrije Hand', 1976-92)
- De Onderste Steen (redactie, vormgeving, cartoons, 'Benjamin Croquette', 1977-83)
- Tante Leny presenteert! 25 (strip 'Lady Killer', 1978)
- Vrij Tekenen 1, 3 en 4 (strips 'Geld is', 'Ultrawit', 'Monanarchie', 1979-80)
- CJP Krant Utrecht (diverse strips, 1980-81)
- Dagkrant Nederlandse Filmdagen (gags 'Kalf', 1982)
- Drift (redactie, vormgeving, cartoons, gags 'Krien' en 'Feindbild', 1984-86)
- De Vogelvrije Fietser (cartoons, gags 'Pedalen Paultje', 1985-93)
- Koopkracht (cartoons, gags 'Kato Kritiek', 1981-83)
- Zone 3 (vervolgstrip 'De Rietzoom Kids', 1984-85)
- Mannenkrant (gags 'De mannetjes', 1985)
- Dwars 3 ('Soap Opera', 1984)
- Plug (serie 'Cultuur voor de Jeugd', 1986-87)
- Buitenlanders Bulletin (cartoons, 1985-94)
- Milieu Edukatie (cartoons, strip 'Plastic is forever', 1988-90)
- Milieukrant (cartoons, overzichttekeningen, strip 'Tof & Tuf', 1989-91)
- Trouw (Zanzibar jongerenpagina, gagseries 'Klara 17', 'De vindingen van ir. Van der Maan', 'Woest & Bijster', 'CanCan', 1990-92)
- FNV Magazine (gags 'Benjamin Croquette', 1992-93)
- Contrast (series 'Paultje Korrekt', 'Albo's Lexicon', 'Yam & Bint', 'Naima & Lijn', 1994-2005)
- Stadskrant Utrecht (gags 'Dakhaos', 1995-98)
- Zone 5300 10 ('Zomertijd Blauws', 'Jo Potato', 'Wurzeln', 1995-99)
- MacFan (illustraties en serie 'Blueberry' op scenario van Jan van Die, 1995-heden)
- Utrechts Nieuwsblad (cartoons, 1996-97)
- exSite (gags 'Cybertus', 1997)
- Lokaal Bestuur (gags 'Micronivo' 2000)
- Ravage (gags 'Benjamin Croquette', 'Doffer' en 'Materialismen' 1999-2005)
- StripSter (diverse strips, o.a. 'Jubelt', 'Spring in the Air', 'Equinox', 2001-03)
- Vreemd (Nederlands/Turks humorblad, 2003)
- Doğuş (strip 'Wijlanders', 2005)
- Algemeen Dagblad (cartoons, 2006-10)
- AD/Utrechts Nieuwsblad (serie 'Utrecht in detail' en gags 'Bambi & De Beus', 2007-08)
- De Inktpot (strips, cartoons & redactie, 2003-09)
- Vrij Nederland (politieke stripsatires, serie 'De Hofstadgroep', 2006-2008)
- de Volkskrant (serie 'Tokio in detail' in de Vrijplaats, 2008)
- Stripkrant (2010-heden)

### Bijdragen
- Kinney, Jay (red.): Anarchy Comics 3 ('The act of creation'). Berkeley: Last Gasp, 1981. Paperback, 52p. ISBN 0-86719-132-5.
- Helm, Albo (red.): Lekker Fris ('De laatste machinebestormer', 'De anarchistiese organisatie', 'Help alle christenen de wereld uit, om te beginnen uit het IKV'). Utrecht: Spreeuw, 1982. Paperback, 48 p. Geen ISBN.
- The Lowlands Comic 2002 (titelloze strip & cartoons 'Miss & Mista Lowlands'). Amsterdam: NuKomix, 2002. Geniet, 32 p.
- Lamelos (red.): Lowlands Comic 2003 ('Peace Love Music Togetherness', 'Ibis'). Utrecht: Parterre i.s.m. NuKomix, 2003. Geniet, 32 p. ISBN 90-806049-3-3 Helft vooraf getekend, vervolg live in het Komixlab op Lowlands.
- Helm, Albo (red.): Lowlands ComiXXX 2004 ('Mouth Almighty'). Utrecht: Parterre i.s.m. NuKomix, 2004. Geniet, 48 p. ISBN 90-806049-4-1. Helft live op Lowlands, vervolg te downloaden.
- Charles Guthrie (samensteller), Lustre ('De Dode Ridder'). Eigen beheer, 2004. Paperback, 32 p.
- Inktpot megastrip. Utrecht: De Inktpot, 2005. Collectieve strip.
- Mulder, Hans IJsselstein, en Ariane de Ranitz (red.): Oogstfeest: getekende commentaren op de prioriteiten van het kabinet-Balkenende II. Utrecht: Pers & Prent, 2005. Paperback, 34 p. ISBN 90-77496-06-8. Catalogus van gelijknamige tentoonstelling.
- White, Mack, en Gary Groth (red.): The Bush Junta: A Field Guide to Corruption in Government ('Superspook'). Seattle: Fantagraphics Books, 2005. Paperback, 218 p. ISBN 1-56097-612-8.
- Heer, Margreet de (red.): Strips in Stereo Bootleg ('Soul Man', p. 9, 'I Can See Clearly Now', p. 63). Amsterdam: Senoeni Comics, 2006. Paperback, 64 p.
- Terra:Extremitas, A FoolishPeople Guide to the End of the Earth ('Pure Vernunft darf niemals siegen'), Foolish People, 2008. Paperback, 152 p.
- Okashi vol. 3 ('Fleur du mal'). Cheescake! Studio, 2009. Paperback, 300 p.
- Utrecht Centraal (redactie, strip 'Duizend keer', p. 44). Utrecht: De Inktpot 2009. Paperback, 52 p. ISBN 978-94-90426-01-9.
- Pos, Gert Jan (red.): Jan Kruis, die kan tekenen. (ongetiteld, p. 29). Amsterdam: Fonds BKVB, 2010. Paperback, 64 p. Geen ISBN. Hommage van tachtig stripmakers bij de Maarten Toonderprijs 2010, niet in de handel.
- Pos, Gert Jan (red.): Mooi is dat! ('Het land van herkomst', p. 63). Amsterdam: De Vliegende Hollander, 2010. Gebonden, 128 p. ISBN 978-9049501570.
- Pos, Gert Jan (red.): Vijf zinnen – tien strips ('Exit light', p. 64-67). Amsterdam: Fonds BKVB, 2011. Paperback, 88 p. Geen ISBN. (uitgave van de tien genomineerde stripessays voor de Jan Hanlo Media-essayprijs 2011, niet in de handel)
- X was hier ('Leidsche Rijn'). Amsterdam: Nationaal Historisch Museum, 2011. (virtueel verzamelproject van historische plekken)
- Bongers, Niels, Nico Stolk, Joshua Peeters en Albo Helm: Sint Maarten, een levende legende ('Sint Maarten in Utrecht'). Utrecht: Matrijs, 2011. Paperback, 48 p. ISBN 978-9053454459.
- Pos, Gert Jan, en Willem Thijssen (red.): Filmfanfare ('De Poolse bruid'). Amsterdam: Oog & Blik|De Bezige Bij, 2012. Gebonden, 112 p. ISBN 978-9054923480.(in voorbereiding)

### Werk in opdracht
- Zomaar een werkdag op planeet Sysytont. Belastingdienst, 1999. Geniet, 16 p.
- Baan = cool. Utrecht: Stichting Baan, 1999. Geniet, 24 p.
- 4 strips voor Stichting Teken mijn verhaal, 2003-08.
- Trashball 4. Rotterdam: Roteb, 2003. Paperback, 24 p. (sf ecostripboek voor scholieren, herdrukt 2004-05)
- Dossier-reeks, dl. 3-12. Hilversum: Kwintessens, 2003-06. (in elk deel 3 p. strips)
- Dat zal mij niet overkomen. Lespakket voor Ministerie van Buitenlandse Zaken, 2006. (strip op posters)
- Klimaatgids. Utrecht: Natuur & Milieu, 2007. Paperback, 112 p.
- Stadhuis in detail. Lithografie voor gemeenteraad Utrecht, 2010. (limited edition)